# Mimosa bahamensis
Mimosa bahamensis es una especie de árbol en la familia de las fabáceas. Es originaria de América.

## Descripción
Es un árbol que alcanza un tamaño de 3 m de altura. Tiene hojas verdes muy pequeñas. Las inflorescencias en forma de cabezas globosas contienen muchas flores de color rosa o blanco.

## Distribución
Se encuentra en las Bahamas y México.

## Propiedades
Medicinales
Se utiliza contra el exceso de orina: la madera de esta planta se quema, el líquido espumoso que se obtiene de esta acción, se aplica en el ombligo del niño.

## Taxonomía
Mimosa bahamensis fue descrita por George Bentham  y publicado en Journal of Botany, being a second series of the Botanical Miscellany 4(32): 408. 1842.
Etimología
Mimosa: nombre genérico derivado del griego μιμος (mimos), que significa "imitador"
bahamensis: epíteto geográfico que alude a su localización en Bahamas.
Sinonimia
- Mimosa hemiendyta Rose & Robinson
- Pteromimosa bahamensis (Benth.) Britton
- Pteromimosa hemiendyta (Rose & Robinson) Britton	[4]